# 파우스트 교향곡
《3개의 인물화로 된 파우스트 교향곡》, S.108 또는 간단히 《파우스트 교향곡》은 요한 볼프강 폰 괴테의 희곡 파우스트에서 영감을 받아 헝가리 작곡가 프란츠 리스트가 작곡한 교향곡이다. 이 교향곡은 1857년 9월 5일 바이마르에서 괴테-실러 기념비 의 개관식을 위해 초연되었다.

## 구조
작품의 구조에 대한 첫 번째 단서는 리스트의 제목에 있다. "괴테 이후의 세 인물화의 파우스트 교향곡: (1) 파우스트, (2) 그레트헨, (3) 메피스토펠레스." 리스트는 괴테의 드라마에 대한 이야기를 하려고 하지 않는다. 오히려 그는 세 주인공의 음악적 초상화를 그린다. 그렇게 함으로써 이 교향곡은 다중 악장 작업이고 마지막 순간에 남성 합창단을 사용하지만 리스트는 그의 교향시에서와 동일한 미학적 입장을 취한다.

### 파우스트
이 대규모 악장(보통 약 30분 지속)은 중앙 전개가 짧고 요약이 길어지는 매우 느슨한 소나타 형식이다. 이 악장은 전체 교향곡의 바로 그 종합을 나타낸다고 말할 수 있다. 그 주제와 동기의 대부분이 악보 전체에 걸쳐 다양한 모습으로 나타나기 때문이다.

### 그레트헨
이 느린 악장은 A ♭ 장조이다. 플루트와 클라리넷의 도입에 이어 그레트헨의 순수함을 표현한 비올라의 부드러운 장식으로 표현된 순수한 오보에 선율이 나온다.

### 메피스토펠레스
일부 비평가들은 메피스토펠레스를 추상화로 볼 수 있다고 제안한다. 이 경우 파우스트가 메피스토펠레스의 성격을 취함으로써 그의 인간성을 조롱하는 파우스트의 성격의 파괴적인 측면 중 하나이다. 어떤 해석을 선택하든 간에, 부정의 영인 메피스토펠레스는 자신의 주제를 만들 수 없기 때문에 파우스트의 모든 주제를 1악장에서 가져와 아이러니하고 악마적인 왜곡으로 절단한다.

## 참고 문헌
인용
1. ↑  Walker, New Grove 2, 14:772–3.
2. ↑  MacDonald, 18:429.
3. ↑  Shulstad, 217.

출처
- Birkin, Kenneth (2011). 《Hans Von Bülow: A Life for Music》. Cambridge University Press. 358쪽. ISBN 9781107005860.
- Kramer, Lawrence, "List, Goethe and the Discourse of Gender," Music as Cultural Practice, 1800-1900 (Berkeley: University of California Press, 1990).
- 맥도날드, 휴, "교향시" in Sadie, Stanley, The New Grove Dictionary of Music and Musicians, First Edition (London: Macmillan, 1980).ISBN 0-333-23111-2ISBN 0-333-23111-2
- Shulstad, Reeves, Hamilton, Kenneth, The Cambridge Companion to Liszt (Cambridge and New York: Cambridge University Press, 2005).ISBN 0-521-64462-3ISBN 0-521-64462-3 (문고판).
- Walker, Alan, "List, Franz" in Sadie, Stanley, The New Grove Dictionary of Music and Musicians, Second Edition (London: Macmillan, 2001).ISBN 0-333-60800-3ISBN 0-333-60800-3
- Walker, Alan, Franz Liszt: The Weimar Years, 1848–1861, copyright 1989, Cornell University Press, 1993,ISBN 0-8014-9721-3, pp. 326–336, 특히 pp. 326-7 335 및 페이지 319 (1854 일본어 버전, 7/8의 시간이 제 운동 메인 연가 테마 agitato 알레그로의 뒷부분 개정에 공통 시간으로 변경).
- Warner Classics, Warner Music UK Ltd., 'Apex Titles Collection', 디스크 번호 2564 61460-2, Matthew Cosgrove의 개념